# Coenecoop (bedrijventerrein)
Coenecoop is een bedrijventerrein in de gemeente Waddinxveen. Het bedrijventerrein bestaat uit drie deelgebieden: Coenecoop I, II en III. De aanleg van het terrein is gestart in de jaren 80 van de twintigste eeuw (Coenecoop I). In de jaren 90 van de twintigste eeuw zijn vervolgens de gronden ten zuiden en westen van het eerste deelgebied uitgegeven (Coenecoop II). Het noordelijk deel van het bedrijventerrein (Coenecoop III) is in ontwikkeling genomen vanaf 2000.
Het totale oppervlak van Coenecoop is bijna 40 hectare en daarmee beschikt Waddinxveen over een van de grootste bedrijventerreinen van de regio. Het bedrijventerrein onderscheidt zich door gunstige ligging en heeft een goede aansluiting op de snelwegen A12 (Utrecht/Den Haag) en de A20 (Rotterdam/Utrecht).
Het bedrijventerrein is vernoemd naar Coenecoop, een perceel van voor de vervening en inpoldering van de Zuidplas. Het vroegere perceel lag ongeveer 2 kilometer ten westen van het huidige bedrijventerrein Coenecoop waarmee een historische verband is gelegd tussen het bedrijventerrein en de omgeving.